# ホコリタケ
ホコリタケ（埃茸、学名: Lycoperdon perlatum）は、ハラタケ科ホコリタケ属に分類される小型のキノコである。キツネノチャブクロ（狐の茶袋）の別名もある。汎世界的に分布する腐生菌で、夏から秋に雑木林や草地に生える。子実体は球状の頭部と短い柄からなり、成熟すると頭部の中央に穴が開いて、ほこりのような胞子を飛散させる。

## 名称
「ホコリタケ」の名は、成熟した子実体の外皮が何かに接触したり風に吹かれるなどの物理的刺激を受けると、頂部に開いた孔から胞子が煙のように噴出することから与えられた名である。本種を示す和名として用いられるほか、ホコリタケ属・ノウタケ属・ダンゴタケ属・シバフダンゴタケ属などに属する本種以外の種をも含めて総称する呼称としても使われる場合がある。迷信ではこの煙が耳に入ると耳が聞こえなくなるという地方もあり、「つんぼたけ」とか「みみつぶし」などの方言名は、この迷信に由来する。
方言名も、上記の二つのほかに「かぜのこ」・「けむだし」・「かぜぶくろ」・「うさぎたけ」・「かざぶく」・「いしわた」・「いしのわた」・「きつねのおこつ」・「きつねのたばこ」・「きつねのたま」・「きつねのだんご」など多数にわたるが、これらもまた、本種のみでなく、上記の各属に属する複数の類似種をも含めた呼称である場合が多い。
漢名の「馬勃」もまた、本種とともに、いくつかの類似種（日本では未産の種をも含む）の総称であると考えられる。

## 分布・生態
極地を除き、ほとんど全世界に産する。日本国内でも各地に分布し、雑木林や草地、市街地の公園などから深山にいたるまで、普通に見出される。
夏（梅雨期）から秋にかけ、林内や路傍あるいは草原、畑、道端などの有機質の多い場所の地上、あるいは雑木林内の倒木上や落ち葉がたくさん積もったところに、群生または点々と散生する。
生態的には植物の遺骸（落ち葉・落ち枝など）を分解して栄養源とする腐生菌（腐生性）とされ、腐生菌の培養に一般的に用いられるポテトデキストロース寒天培地（PDA培地）や麦芽エキス寒天培地（MA培地）によって分離・培養することができる。

## 形態
子実体は径2 - 6センチメートル (cm) 、高さ3 - 7 cm程度の類球形で、頭部と柄とで構成されるが、両者の境界はしばしば不明瞭である。頭部はほぼ球形で、白色から淡黄褐色を呈し、頭部は濃色になってやや尖り、表面は長短円錐状（トゲ状）の突起で密に被われる。この突起は、初めは黒褐色・円錐状の細かい鱗片（殻皮最外層のなごり）であるが、次第に汚褐色から灰褐色に変わり、成熟すると鱗片も徐々に脱落するとともに小さな円形の脱落痕を残し網目模様になる。頭部の内部組織（基本体と呼ばれる）は、初めは肉質で白いはんぺん状（マシュマロ状）であるが、成熟するにつれて次第に黄変しながら黄褐色の液汁を滲み出し、成熟すると胞子と弾糸と呼ばれる乾燥した綿状の菌糸とで構成された、グレバとよばれる暗褐色・古綿状の粉状胞子塊となる。胞子が成熟した後には頭部外皮の頂端に一個の穴が開き、雨粒などの刺激を受けて、無数の胞子がその穴から外部へと放出・分散される。胞子は一度に全部ではなく、ちょっとずつ排出する。
柄は倒円錐状をなし、表面は頭部とほぼ同色の淡色で縦じわがあるイボ状。内部は丈夫なスポンジ状で腐りにくく、子実体が成熟して胞子を分散させてしまった後も長く残る。また、頭部と柄との境は丈夫な薄膜で仕切られており、柄の基部からは、しばしば白くて細長く不規則に分岐した根状菌糸束を伸ばす。基部は胞子をつくらないため、無性基部とよばれる。
胞子はほとんど球形で黄褐色・厚壁、表面は微細ないぼにおおわれる。担子器は歪んだ円筒形ないし倒こん棒状で、4 - 6個の胞子を生じる。胞子は弾糸という綿状のものに絡まっている。弾糸は厚壁かつ淡褐色を呈し、ときに分岐しており、かすがい連結を持たない。頭部をおおうとげ状鱗片（殻皮最外層の断片）は、無色～淡灰褐色で厚い壁を備えた球形細胞の連鎖の集合で構成されている。
- 若い子実体
- 大形な子実体では、柄の部分が見えにくい場合もある
- 頭部表面のとげ状鱗片

## 利用

### 食用
食べられるのは頂部がトゲに被われて内部が白いはんぺん状の幼菌のみで、少しでも着色があるものは悪臭があり食べられない。幼菌は食用キノコの中では非常に香りの強い物であるため、人によって好みが分かれるという。内部が純白色で弾力に富んだ若い子実体を選び、柄を除き、さらに堅くて口当たりの悪い外皮を剥き去ったものを食用とする。焼くとキノコらしい良い香りがする。
中が白い幼菌だけが食用になり、香りが良く、吸い物に入れたり、天ぷら、フライ、炒め物などにする。軽く湯がいてから、酢の物、醤油をつけての串焼き、バター炒め、野菜炒め、鍋物などにも合う。

### 薬用
漢方では「馬勃（ばぼつ）」の名で呼ばれ、完熟して内部組織が粉状となったものを採取し、付着している土砂や落ち葉などを除去し、よく乾燥したものを用いる。咽頭炎、扁桃腺炎、鼻血、消化管の出血、咳などに薬効があるとされ、また抗癌作用もあるといわれる。西洋でも、民間薬として止血に用いられたという。
ホコリタケ（および、いくつかの類似種）は、江戸時代の日本でも薬用として用いられたが、生薬名としては漢名の「馬勃」がそのまま当てられており、薬用としての用途も中国から伝えられたものではないかと推察される。ただし、日本国内の多くの地方で、中国から伝来した知識としてではなく独自の経験則に基づいて、止血用などに用いられていたのも確かであろうと考えられている。

### 環境指標
鉛・カドミウムなどの重金属やセレンなどを吸収して生物濃縮を行う性質がある。この性質を利用し、重金属による土壌汚染の程度を推定する指標としての応用が研究されている。

## 成分
総炭水化物は42g、総たんぱくは44.9g、脂肪は10.6g（いずれも100g乾重あたり含有量）との分析結果がある。
脂肪酸としては、リノレン酸・オレイン酸・パルミチン酸・ステアリン酸が検出されており、色素としてはメラニンが含まれている。
香気成分としては、マツタケオール（3-オクテン-1-オール）・イソマツタケオール（cis-3-オクテン-1-オール）・ 3-オクタノン（アミルエチルケトン）およびケイ皮酸が検出されており、さらに、ステロール誘導体として、(S)-23-ヒドロキシラノステロール・エルゴステロール-α-エンドパーオキサイド・エルゴステロール-9,11-デヒドロパーオキサイド、および(23E)-ラノスタ-8,23-ジエン-3β,25-ジオールなども見出されている。無機成分では、鉄（100g乾重あたり5.5㎎）およびマンガンが比較的多い。
この他に、リコペルド酸（Lycoperdic acid）と呼ばれる非たんぱく性アミノ酸を含んでいる。その一方で、ノウタケ属の菌やタヌキノチャブクロなどの培養ろ液から得られたカルバチン酸（Calvatic acid）は、ホコリタケからは見出されていない。

## 類似種
近縁種が多く、表面の皮膜に特徴が現れる。
キホコリタケ（Lycoperdon lividum Pers.）は外形も大きさもよく似ており、特に老熟した子実体はしばしば混同されているが、子実体の頭部をおおう外皮最外層の断片（鱗片）がほぼ白色を呈し、キツネノチャブクロのそれ（とげ状～円錐状）と異なり、微細なぬか状から粉状をなすこと・成熟に伴って子実体全体が黄色を帯びてくること・弾糸の表面のところどころに、小さな丸い孔が不規則に生じることなどで区別される。また、どちらかといえば、草地などに発生することが多いとも言われる。
また、タヌキノチャブクロ（Morganella pyriformis (Schaeff. : Pers.) Kreisel et Krueger）は、夏から秋に倒木や地上に生えるキノコ。多くの場合は腐朽材上（あるいは地上に散乱した木片などの上）に発生する。頭部は褐色、頭部表面をおおう外皮膜片はとげ状に尖らず、丸みを帯びたいぼ状から粉状をなす。柄の頂端から頭部の底部にかけて、柱軸と呼ばれる円錐状の無性組織が発達することでも異なっている。